# Pseudophasma phthisicum
Pseudophasma phthisicum är en insektsart som först beskrevs av Carl von Linné 1758.  Pseudophasma phthisicum ingår i släktet Pseudophasma och familjen Pseudophasmatidae. Inga underarter finns listade i Catalogue of Life.